# US Fiorenzuola 1922
Die Unione Sportiva Fiorenzuola 1922 ist ein 1922 gegründeter italienischer Fußballverein aus Fiorenzuola d’Arda.

## Geschichte
Ende der 1980er-Jahre gelang der US Fiorenzuola zum ersten Mal in der Vereinsgeschichte der Aufstieg in die Lega Pro Seconda Divisione (C2) und damit in den  Profifußball. In der Saison 1992/93 folgte dann der Aufstieg in die Lega Pro Prima Divisione (C1). Die erste Spielzeit in der damals dritthöchsten italienischen Profiliga schloss der Aufsteiger auf dem siebenten Tabellenrang ab.
In der Saison 1994/95 scheiterte die US Fiorenzuola knapp am Aufstieg in die Serie B, als man im Playoff-Finale erst im Elfmeterschießen der AC Pistoiese unterlag. Einen weiteren Höhepunkt in der Vereinsgeschichte markiert die Saison 1995/96, als die Mannschaft bis ins Achtelfinale der Coppa Italia vorstieß, wo man mit 1:2 Inter Mailand unterlag.

## Ehemalige Spieler
- Krzysztof Bukalski
- Enrico Catuzzi
- Gian Marco Ferrari
- Andrea Guatelli
- Massimo Oddo
- Massimo Pedrazzini
- Stefano Pioli
- Flavio Roma
- Luca Toni

## Fans
Der Spitzname der Anhänger des Vereins lautet – ebenso wie bei der AC Mailand – Rossoneri.